# Skaut (журнал)
«Skaut» (рус. «Скаут» / «Разведчик») — чехословацкий и чешский иллюстрированный журнал для молодёжи на чешском языке, старейший скаутский молодёжный журнал, издаваемый в Чехословакии.
Первый номер журнала вышел 15 января 1915 года. В то время главным редактором был Антонин Свойсик. Журнал издаётся до сих пор, хотя его издание несколько раз прерывалось, в основном по политическим причинам, в 1940 (восстановлен в 1945), 1948 (восстановлен в 1968) и 1970 (восстановлен в 1990).
Первоначально носил название «Junák», позже «Scaut - Junák», после его временного слияния с журналом VpřEd в 1949 году также «Junáci Vpřed».
Стал неотъемлемой частью скаутского движения в Чехословакии и Чехии.